# Пеонія

Пеонія, пеонійські і навколишні племена

42°52′39″ пн. ш. 22°12′11″ сх. д. / 42.87741° пн. ш. 22.203097° сх. д.
Пеонія або Паонія (грец. Παιονία) — за античною географією, земля племені паонів (Παίονες).
Точні межі Пеонії, так само як і рання історія її жителів, залишаються вельми невизначеними, але вважається, що спочатку вони жили в районі Фракії. За часів класичної Греції Пеонія включала всю долину річки Аксій (Вардар) і навколишні райони, вузьку смугу північної частини нинішньої грецької Македонії, більшу частину території нинішньої Північної Македонії і маленьку частину південно-західної Болгарії.
Пеонія лежала на північ від Македонії (територія якої приблизно відповідає сучасній грецькій провінції Македонія) і на південний схід від Дарданії (територія якої приблизно відповідає сучасному Косово). На схід розташовувалися фракійці, на захід — іллірійці.

## Племена
Пеонійськими племенами були:
- Агріани (Αγριάνες)[2][3][4]
- Алмопи (Αλμώπες)[5]
- Лееї, леєі (Λαιαῖοι)[6]
- Деррони (Δέρρωνες)[7], дерсеї (Δερσαῖοι)[8][9]
- Одоманти (Ὀδόμαντες)[10][11]
- Пеопли (Παιόπλαι)[12]
- Добери (Δόβηρες)[13]
- Сіріопеони (Σιριοπαίονες)[14]

## Походження

Пеонія і грецькі Епір і Македонія

Деякі сучасні вчені вважають пеонів фракійцями або приписують їм змішане фракійсько-іллірійське походження. Пізніше вони еллінізувались. Лінгвістично мова пеонів (пеонійська мова) була багато в чому пов'язаною із сусідніми мовами — іллірійською і фракійською (і, можливо, з проміжною фракійсько-іллірійською сумішшю). Деякі східні племена пеонів, включно з агріанами, явно потрапляли до фракійської сфери впливу. За легендами (Геродот. Історія, V. 13), сюди прибули колоністи Тевкра з Трої. Гомер (Іліада, пісня II, 848) каже про пеонів з Аксія, які воювали на боці троянців, але в Іліаді не зазначено, чи були пеони споріднені з троянцями. Гомер називає їхнім вождем Пірехма (невідомого походження); але далі в Іліаді (пісня XXI) Гомер згадує іншого вождя, на ім'я Астеропей, син Пелагонія.
Ще до початку царювання Дарія I пеони проникли до Мармурового моря. Коли Ксеркс I перетинав півострів Халкідіки на своєму шляху до Термів (які отримали пізніше назву Фессалоніки), зазначалося, що він йшов через територію пеонів. Вони займали долину річки Аксій (Вардар) до Стуби, долини на схід до річки Стримон (сучасна Струма) і землі навколо Астиба та однойменної річки, водою якої вони освячували своїх царів. Іматія, орієнтовно район між річками Галіакмон і Аксій, раніше також іменувалася Пеонія; і Пієрію, і Пелагонію також населяли пеони. Як наслідок зростання Македонії і під тиском фракійських сусідів територія пеонів значно зменшилась і в історичну епоху обмежувалась на північ від Македонії, від Іллірії до річки Стримон. За грецькою міфологією, пеони отримали своє ім'я від Пеона, сина Ендіміона.

## Пейонська держава

Племена пеонів

У ранній період головним містом і резиденцією Пеонійських правителів був Білазора (сьогоднішній Велес на річці Аксій); пізніше резиденцію царів перенесено в Стобі. Згодом пеонійські царські доми злилися в єдине царство з центром у середній і верхній течіях річок Аксіос (Вардар) і Стримон (Струма). Вони об'єдналися з іллірійцями, проникаючи в найнаселеніші райони грецької держави Македонія. Іллірійці продовжували набіги. Вони безуспішно атакували північні македонські рубежі у спробі захопити регіон. У 360—359 роках до н. е. південні пеонійські племена здійснили наліт на Македонію (Діодор Сицилійський. «Історична бібліотека» XVI. 2.5) на підтримку іллірійського вторгнення. Македонський царський дім занурився в нестабільність через смерть Пердікки III, а його брат Філіпп II зійшов на трон, провів реформу в армії, організувавши фалангу з досвіду грецьких Фів, і зупинив вторгнення іллірійців і набіги пеонів через рубежі «Македонського кордону», який був північним периметром захисту його володінь. Слідуючи успіху Пердікки 358 року до н. е., він здійснив кампанію глибоко на північ у саму Пеонію. Це перетворило царство пеонів (яким згодом правив Агіс) на напівавтономну, підпорядковану державу, що призвело до процесу поступової еллінізації пеонів, яка почалася під час царювання Філіппа II з карбуванням монет з грецькими літерами, як на македонських монетах. Пізніше, під час всегрецького походу в Азію, військовий контингент пеонійського племені агріан додано до армії Олександра Великого.

## Королі
іноземні правителі 

Персія:

- Дарій I - підкорив Пейонію в 511/2 р. до н.е.
- Ксеркс І - включив пейонців до величезної Перської імперії та армію 481 року до н.е. для вторгнення в Грецію.

Тракія:
- Сіталк - включив племена агріанів і леїв до своєї Македонської кампанії 429 р. до н.е.

основні правителі
- Аґис (помер 358 р. до н.е.), заснував Пейонське королівство; претендент на Македонський престол у нестабільний час.
- Бастарей (?–? до н. е.), карбував власні монети.
- Ликей (356–340 до н.е.), приєднався до антимакедонської коаліції на чолі з Ґрабом II і Фракією в 356 р. до н.е.
- Патрай (340–315 до н.е.)
- Авдолеон (315–285 до н.е.), син Патрая
- Арістон (286–285 до н.е.), син Авдолеона
- Леон (278–250 до н.е.), консолідовав та повернув землі, втрачені після Гальських вторгнень у 280/279 рр. до н.е.
- Дропіон (250–230 до н.е.), син Леона, останній відомий Пейонський король, бл. 230 р. до н.е., при ньому королівство слабшало.

інші правителі:
- Пірехм
- Пігрей: один із двох братів-тиранів, які в 511 році до нашої ери переконали Дарія I депортувати прибережних пеонійців до Азії.
- Мантий: один із двох братів-тиранів, які в 511 році до нашої ери переконали Дарія I депортувати прибережних пеонійців до Азії.
- Докид: з деронів; правив у 6 столітті до н.е.
- Доким: з деронів; правив у 6 столітті до н.е.
- Еюргет: з деронів; правив у 480–465 рр. до н.е.
- Теутай: правив з бл. 450-435 рр. до н.е.; карбував власні монети.
- Теутамадо: правив з 378 по 359 рр. до н.е.; карбував власні монети.
- Симнон: союзник Пилипа II з 348 по 336 рр. до н.е.
- Ніхарх: правив з 335 по 323 рік до нашої ери; син Симнона.
- Лангар: з агріанів; вторгся на територію аутаріатів у 335 р. до н.е., союзник з Олександра Македонського.
- Діплай: з агріанів; правив близько 330 р. до н.е.
- Дідас: союзник Пилипа V Македонського з 215 по 197 рр. до н.е.

## Династичні шлюби
Раніше, під час перського вторгнення, пеонів нижньої течії Стримону було поневолено. Пеони на півночі зберегли свої території. Дочка Авдолеона, одного з цих царів, була дружиною Пірра, царя Епіру, і Александр Македонський бажав віддати руку своєї сестри Кінани агріанському цареві Лангару, який довів свою лояльність Філіпу II. Мати Александра Великого була з грецької держави Епіру і епіроткою по крові. Греко-пеонійські династичні шлюби продовжувалися і під час царювання інших пеонійських царів.

## Культура
Пеони складалися з декількох незалежних племен, які пізніше об'єдналися під владою єдиного царя. Їхні традиції мало відомі. Вони прийняли культ Діоніса, відомого серед пеонів як Діалос або Дріалос, і Геродот згадує, що фракійські й пеонійські жінки приносили жертви цариці Артеміді (ймовірно, Бендіда). Вони поклонялися сонцю у формі маленького диска, встановленого на жердині. Афіней у своєму уривку вказує на спорідненість пеонійської й мізійської мов. Пеони пили ячмінне пиво і різні настоянки з дерев і трав. Країна була багатою золотом і смолистим деревом (або каменем, який породжував полум'я при зіткненні з водою), що зветься танрівок (або царівос).
Скупі фрагменти пеонійської мови не дозволяють робити строгих тверджень. З одного боку, Вільгельм Томашек і Пауль Кречмер стверджували, що вона належала до іллірійської сім'ї, з іншого боку, Дімітар Дечев стверджував, що вона споріднена з фракійською. Разом з тим пеонійські царі з епохи Філіпа II Македонського карбували монети, де їхні імена писалися грецькою мовою. Всі імена пеонійських царів, що дійшли до нас, розшифровуються і очевидно пов'язані з грецькою мовою (Агіс, Арістон, Авдолеон, Ліккей тощо), що, згідно з Ірвіном Меркером, ставить під сумнів теорію про зв'язок пеонійської мови з грецькою і фракійською.
Жінки пеонів відомі своєю майстерністю. У зв'язку з цим Геродот (v. 12) розповідає історію, де Дарій, побачивши в Сардах гарну пеонійську жінку, яка несла глечик на голові, вела коня на водопій і одночасно пряла льон, запитав, хто вона така. Отримавши відповідь, що вона пеонійка, Дарій послав наказ своєму наміснику у Фракії Мегабазу без зволікання переселити два племені пеонійців в Азію. Напис, виявлений 1877 року в Олімпії на основі статуї, каже, що її встановила громада пеонійців на честь свого царя і засновника Дропіона. Інший цар, на ім'я Ліппей, фігурує у фрагменті напису, знайденого в Афінах і присвяченого союзній угоді. Без сумніву, це той самий правитель, що й Ліккей або Лікпей на пеонійських монетах (див. B. V. Head, Historia numorum, 1887, стор. 207).

## Занепад
У 280 році до н. е. галли під керівництвом вождя Бренна пограбували землі пеонів, у яких потім, під тиском дарданців, не було іншого виходу, як пристати до македонян. Попри їхні спільні зусилля, пеони й македоняни були переможені. Пеонія згодом знову об'єдналась, але в 217 році до н. е. македонський цар Філіпп V Македонський (220—179), син Деметріоса II, включив у своє царство незалежні області Дассаретії й Пеонії. Лише через 70 років (у 168 році до н. е.) римські легіони у свою чергу завоювали Македонію. Пеонія навколо річки Аксій утворила другий і третій район новоствореної провінції Македонія (Тіт Лівій. «Історія від заснування міста» XIV, 29). Через кілька століть, у правління Діоклетіана, Пеонія і Пелагонія утворили провінцію Macedonia Secunda або Macedonia Salutaris, яка належала префектурі Іллірії. До 400 року н. е. пеони втратили свою ідентичність, і термін Пеонія став тільки географічним.

## Пеонія сьогодні
З точки зору сучасної політичної географії Пеонія розташовується майже повністю на території республіки Північна Македонія, захоплюючи невелику смугу на півночі власне Македонії і незначну територію в південно-західному куті Болгарії. Утворення на цій території в післявоєнні роки держави з назвою Македонія до недавнього часу викликало геополітичні тертя. Англійський археолог Н. Гаммонд, торкаючись виниклої проблеми з назвою нової держави на північній межі Греції, заявляв, що сучасні жителі цієї держави, слов'яни і албанці, не розмовляють грецькою мовою, до давніх македонян стосунку не мають і що територія цієї держави з точки зору античної історії та географії також не має стосунку до ранньої Македонії. У своїй книзі «Ким були македоняни?» Гаммонд пише: «Якщо югославам неодмінно хотілося носити стародавню назву, їм варто було назвати цю державу Пеонія, або, скоріше, Південна Словенія».